# Миколаєнко Микола Антонович
Микола Антонович Миколаєнко (*5 грудня 1919, с. Мар'янівка, Криворізький район, Дніпропетровська область — 18 листопада 2019, Кривий Ріг) — український письменник, поет, прозаїк, драматург. Член Національної спілки письменників України з 1958 року. Перекладач з татарської мови.

## З життєпису
Микола Миколаєнко народився 5 грудня 1919 року в селі Мар'янівка Криворізького району на Дніпропетровщині в родині гірника. У 1941 році закінчив Запорізький педагогічний інститут. 1941 року разом з Олесем Жолдаком, Михайлом Шломом та іншими став одним з засновників Запорізького обласного літературного об'єднання. Великою подією в літературному житті Запоріжжя стало створення обласного об'єднання.
Учасник війни, був командиром артилерійської батареї. Нагороджений бойовими орденами, зокрема — Великої Вітчизняної війни І ступеня, та медалями.
Автор книг:
- Автор книг «Тепловій» (1956, Київ),
- «На лінії вогню» (1956, Київ),
- «Бурильник Іван Буряк» (1957, Дніпропетровськ),
- «Ксана» (1958, Дніпропетровськ),
- «До сходу сонця» (1963, 1968, Дніпропетровськ),
- «Окрилені завтрашнім днем» (1963, Дніпропетровськ),
- «Береги твого щастя» (1970, Дніпропетровськ),
- «Ставка — все життя» (1992, Дніпропетровськ),
- «Патериця» (1994, Дніпропетровськ),
- «Віно» (1994, Кривий Ріг),
- «На лінії вогню» (1996, Кривий Ріг),
- «Замцерла» (2000, Дніпропетровськ),
- «Чорнотроп» (2001, Дніпропетровськ),
- «Отже» (2001, Дніпропетровськ),
- «Вечірній блюз» (2002, Дніпропетровськ),
- «Холодна осінь» (2003, Дніпропетровськ),
- «Тестамент» (2004, Дніпропетровськ),
- «Заміноване поле» (2006, Дніпропетровськ),
- «Вишиванка від євшану» (2006, Дніпропетровськ),
- «Мудрий дар» (2007, Дніпропетровськ),
- двокнига «Сад кохання» (2007, Дніпропетровськ),
- «Чарка сонця» (2007, Дніпропетровськ),
- «Українські джунглі» (2008, Дніпропетровськ),
- «Місячний камінь» (2008, Дніпропетровськ),
- «Крила Ікара» (2008, Дніпропетровськ),
- «Радість — яко мудрість» (2009, Дніпропетровськ),
- «Велика тайна» (2009, Дніпропетровськ),
- «Ганнібал — біля воріт..!» (2009, Дніпропетровськ),
- «А кінь ірже…» (2010, Дніпропетровськ),
- «Ахіллесова п'ята» (2010, Дніпропетровськ),
- «Остання заграва» (2010, Дніпропетровськ),
- чотиритомник поезії «Віща Зоря» (2009—2010, Дніпропетровськ),
- «Причал Печаль» (2011, Дніпропетровськ),
- «Гірко!..» (2012, Дніпропетровськ).